# 堅信
堅信（けんしん、ギリシア語: Χρίσμα, ラテン語: Confirmatio, 英語: Confirmation (or Chrismation), ドイツ語: Konfirmation, ロシア語: Миропомазание）とは、キリスト教の一部教派において、信者が洗礼を受けた後、一定の儀礼において聖霊の力、ないし聖霊の恵みを受けるとされる概念。
キリスト教の教派のうち、正教会、東方諸教会、カトリック教会、聖公会、および一部のプロテスタント（ルター派教会など）で行われる。プロテスタントには堅信の概念が存在しない教派も多い。「堅信」は概念を指す名称であり、「堅信礼」または「堅信式」は儀式を指す名称である。正教会では傅膏機密が概念に相当し、儀礼の名称が「聖洗礼儀」である。

## 概念と儀礼の名称対照
| 堅信の概念と、堅信が行われる儀礼の、教派別対照表 |                |                |                |                                               |
| 教派・ 組織                                      | 西方教会       | 西方教会       | 西方教会       | 東方教会                                      |
| 教派・ 組織                                      | カトリック教会 | 聖公会         | ルーテル教会   | 正教会                                        |
| 概念                                             | 堅信           | 堅信           | 堅信           | 傅膏機密                                      |
| 儀礼                                             | 堅信式         | 堅信式・堅信礼 | 堅信式・堅信礼 | 聖洗礼儀 洗礼機密と傅膏機密を通常は併せて行う |

教派別の堅信（傅膏機密）が行われている儀礼の様子
- 司教により執行されるカトリック教会の堅信式（モスタル、ボスニア・ヘルツェゴビナ）。
- 主教により執行される聖公会の堅信礼（ヘルシンキ、フィンランド）
- ルーテル教会の堅信礼（ノルウェー国教会）
- 聖洗礼儀の一環として、洗礼機密に引き続き、幼児に対して司祭が傅膏機密を執行している（グルジア正教会）

## 堅信の概念

### カトリック教会における堅信

#### 秘跡の一つ
カトリック教会では、堅信は7つの秘跡の一つである。堅信の秘跡は、洗礼の恵みの完成に必要なものとされ、その効果は、聖霊降臨のときと同じような聖霊の特別な注ぎが行われることであるとしている。それは、霊魂に消えない霊印を刻み、洗礼の恵みを増大させるのもので、神の子としての身分を強め、キリストと教会にいっそう固く結びつけ、聖霊のたまものを強め、キリスト教信仰のための特別な力を与えるものである。
ラテン典礼（ローマ・カトリック教会）では、堅信を授けることができるのは司教の権能であるとされている。必要な場合には、司教は司祭に堅信を授ける権能を与えることができる。堅信を受けることができるのは秘跡の意味が十分に理解できるようになってからである。また、堅信の際には男性なら代父、女性なら代母の付き添いを受け、洗礼名と同じように堅信名を付ける。堅信名は、洗礼名をそのまま同じ名としてもよいし、洗礼名と別の名を選んで付けてもよい。
堅信の権能は十二使徒に由来し、叙階の秘跡を通じて連綿と続いていると考えられている（使徒継承）。

#### 堅信の一回性
洗礼と同様に、堅信は生涯でただ一度のみ受けられる。特にカトリック教会では洗礼、堅信、叙階の秘跡は受けることで霊的な印を受けると考えるため、取り消すことができない秘跡であるとみなしている。

### 聖公会における堅信
聖公会における堅信はおおむねカトリック教会の流れを受け継いだものであるが、「聖奠的諸式」と位置付けられており、「救いに必要な・キリストが自ら定めた聖奠」である洗礼・聖餐とは区別されている。また、司祭が代行することなく、主教によって執り行われるものとされていることが特徴である。洗礼の時に名付けられる教名（洗礼名）と別に堅信名が付けられることはないが、教名の慣習がない他教派から転会した者の場合、堅信式に際して教名が名付けられることもある。
堅信式では、主教が一人ひとりの頭に手を置き、聖霊の賜物を祈る。クリスチャンとしての責任を与えられ、その責任を果たすこと、すなわち神と人に仕えることができるよう、この世に「派遣」されるという意味合いが強調される。このように、聖職者を叙任する聖職按手式に形式・意味合いが近いものであり、信徒按手式とも呼ばれる。
主教が執り行うため、個教会においては年に1回程度の主教巡回に際して、主教座聖堂においては年に数回の教区合同堅信式において、堅信の機会が設けられる。幼児洗礼者は12歳前後になった時、成人洗礼者は洗礼と同時あるいは直近で堅信を受けることが多い。
従来は洗礼に加えて堅信を受けることが陪餐に必要な資格とされていたが、日本聖公会では2017年以降、堅信前の陪餐が可能となった。

## 教派ごとの比較

### サクラメントとみなすか否か
正教会やカトリック教会では、堅信はサクラメント（ミスティリオン、機密）の一つとされている。
プロテスタントにおける類似の行為を「信仰告白式」と呼ぶ教派もある。プロテスタントでは教派によって堅信の概念・方法はかなり異なるが、洗礼と区別されること、洗礼後に受けることによって聖餐（領聖・聖体拝領）に参与する資格が信徒に与えられることといった共通点はある。
ただしカトリック教会では、幼児洗礼を受けた信者が堅信の秘跡を受ける前でも、その理解力に応じて聖体に対する認識が可能な年齢になれば聖体拝領ができるとされている。カトリック教会で幼児洗礼を受けた子供が初めて聖体拝領を受けることを「初聖体」と呼び、初聖体や堅信にあたってはその意味を理解できるよう教会が指導して準備を行う。

### 洗礼と連続して行うか否か
正教会では幼児洗礼か成人洗礼の別を問わず、洗礼機密の直後に傅膏機密を行う。
他方、カトリック教会・聖公会では幼児洗礼を受けた者が一定年齢に達してから堅信を受けるなど、洗礼後に一定期間を経て堅信に至ることも多い。ただし洗礼と堅信を分離することが義務・規定として定められている訳ではなく、特に成人洗礼において洗礼と堅信を連続して行うことも可能であり、そうしたケースは現代のカトリック教会・聖公会では珍しくない。
初代教会では洗礼と堅信は一つの儀礼としてまとめて行われていた。正教会は初代教会から現代に至るまでその形式を守り、カトリック教会・聖公会でも古代の伝統を復興した現代では基本的に一つの儀礼として行われる。
しかしカトリック教会・聖公会では、時代によっては洗礼とは別個に堅信を行うことが習慣化されていた。その由来としては、ローマ帝国でキリスト教弾圧が止んだ4世紀頃に幼児洗礼が激増したことが挙げられる。復活祭に司教によって執り行われていた洗礼式が、行われる頻度および場所が激増し、司教が洗礼式を行うことが不可能になったことから、個別の洗礼式を司祭が行い、堅信は後に一箇所に受洗者を集めて司教が行うという習慣が定着したものとされる。
正教会でも洗礼機密（せんれいきみつ）・傅膏機密（ふこうきみつ）の件数の増加により、主教がいずれも個々に行うことが出来なくなった事情は同様であったが、正教会では洗礼と傅膏を分離せず、主教の按手に代えて傅膏を行うようになった。この傅膏の際に用いられる聖膏を調製・成聖するのは独立正教会の首座主教のみである。聖膏は各地教会に分配され、この聖膏を通し、首座主教の祝福が新信徒に与えられるとされる。